# Lonchorhina
Lonchorhina är ett släkte av fladdermöss som ingår i familjen bladnäsor.

## Utseende
Dessa fladdermöss blir 51 till 74 mm långa (huvud och bål), har en 32 till 69 mm lång svans och 41 till 59 mm långa underarmar. Större arter som L aurita väger cirka 14,5 g och mindre arter som L. orinocensis väger i genomsnitt 8,7 g. Kännetecknande är det långa spjutformiga bladet (hudflik) på näsan som är lika lång som öronen. Öronen är inte sammanlänkade med en hudremsa och de har på toppen en spetsig form. Arternas undre läppar är vågiga. Pälsen har på ovansidan en brun till rödbrun färg, ibland med grå skugga. Undersidan kan vara något ljusare.
Den broskiga sporren på foten (calcar) är längre än själva foten. Arternas tandformel är I 2/2 C 1/1 P 2/3 M 3/3, alltså 34 tänder.

## Ekologi
Habitatet utgörs främst av regnskogar och andra fuktiga landskap. Ibland hittas arterna i mera torra områden som galleriskogar i savanner. Individerna vilar i grottor, i tunnlar eller under överhängande klippor. Vid sovplatsen bildas medelstora till stora kolonier med några tiotal till flera hundra medlemmar. Ibland delar de viloplatsen med andra fladdermöss, till exempel med arter från släktet Carollia. Fortplantningen sker främst under regntiden. Dessa fladdermöss jagar huvudsakligen insekter och kanske äts några frukter.

## Arter
Arter enligt Wilson & Reeder (2005) samt IUCN:
- Lonchorhina aurita, från södra Mexiko till sydöstra Brasilien.
- Lonchorhina fernandezi, lever i Venezuelas högland.
- Lonchorhina inusitata, hittas i norra Sydamerika, Amazonområdet och regionen Guyana.
- Lonchorhina marinkellei, är känd från södra Colombia.
- Lonchorhina orinocensis, lever i Colombia, Venezuela och angränsande områden av Brasilien.

IUCN listar L. fernandezi och L. marinkellei som starkt hotad (EN), L. orinocensis som sårbar (VU), L. inusitata med kunskapsbrist (DD) och L. aurita som livskraftig (LC).